# مؤیدالدین ریحان
مؤید الدین ریحان، یکی از وزیران و اتابکان معروف و مشهور سلجوقیان کرمان بود که در عهد طغرل‌شاه به مسند حکومت رسید و بعد از مرگ طغرل‌شاه، در رسیدن بهرام‌شاه به قدرت در جدال با برادرانش نقش مهم و بسزایی داشت. و یکی از رقیبان وی در مسند وزارت،  اتابک قطب‌الدین محمد بزقش بود.